# Aston Martin Vantage (2018)
Pour les articles homonymes, voir Aston Martin Vantage.
L'Aston Martin Vantage est un modèle d'automobile de Grand Tourisme du constructeur automobile britannique Aston Martin, produite à partir de 2018 en coupé et 2019 en roadster.

## Présentation
L'Aston Martin Vantage est présentée le 21 novembre 2017 dans sa version coupé V8. Inspirée de la DB10, elle est commercialisée à partir de l'été 2018 au tarif de 160 000 €.
La Vantage fait sa première présentation publique au salon international de l'automobile de Genève 2018.

### Phase 2

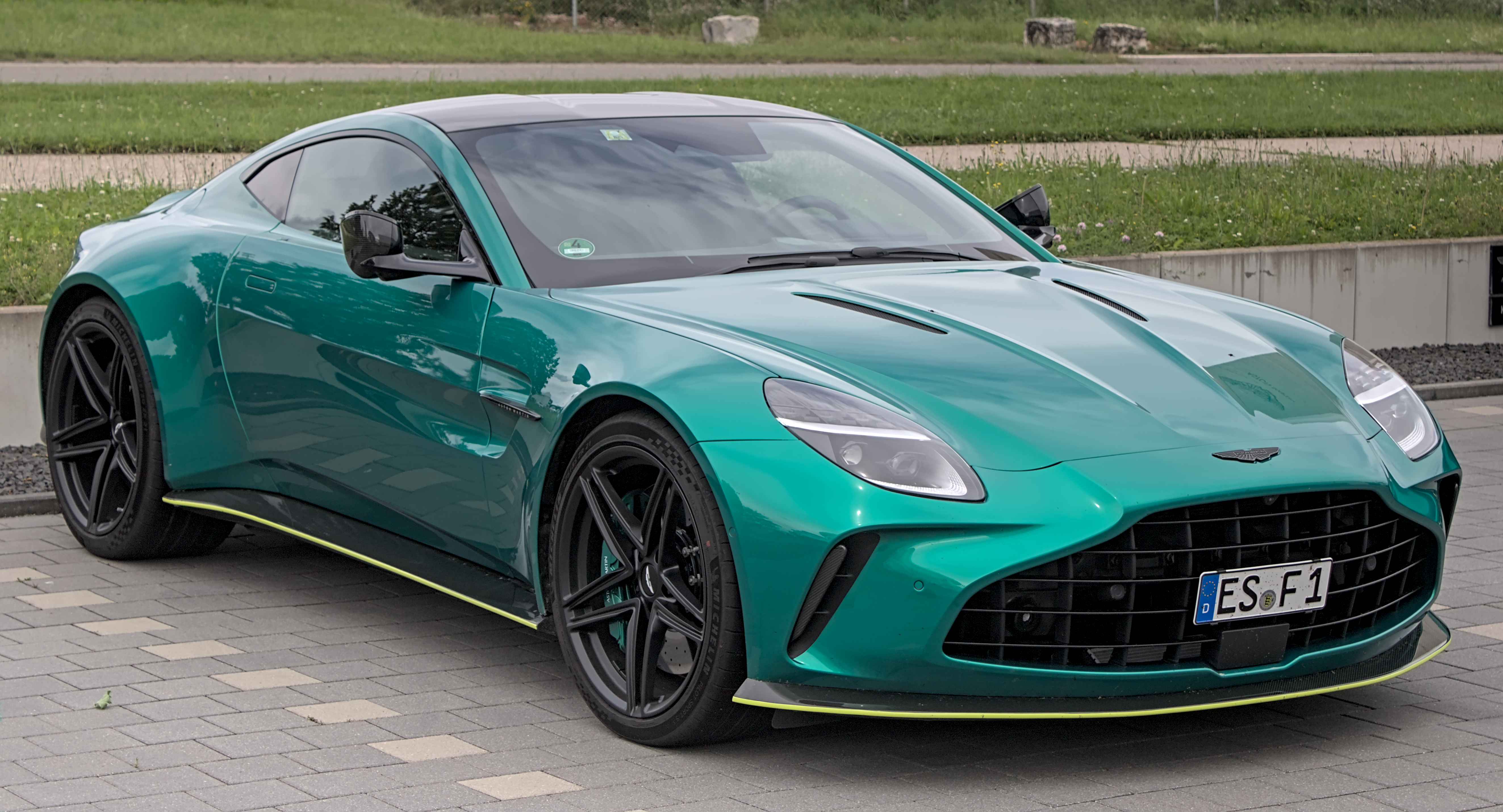
Phase 2

La version restylée de la Vantage est présentée le 12 février 2024.
La version roadster quant à elle est dévoilée le 15 janvier 2025.

#### Vantage S
Le 9 juillet 2025, Aston Martin dévoile une version plus améliorée de la Vantage restylée. Appelée Vantage S, il s'agit de la varinate la plus puissante du modèle forte de 680 ch.

## Versions

### Vantage Roadster

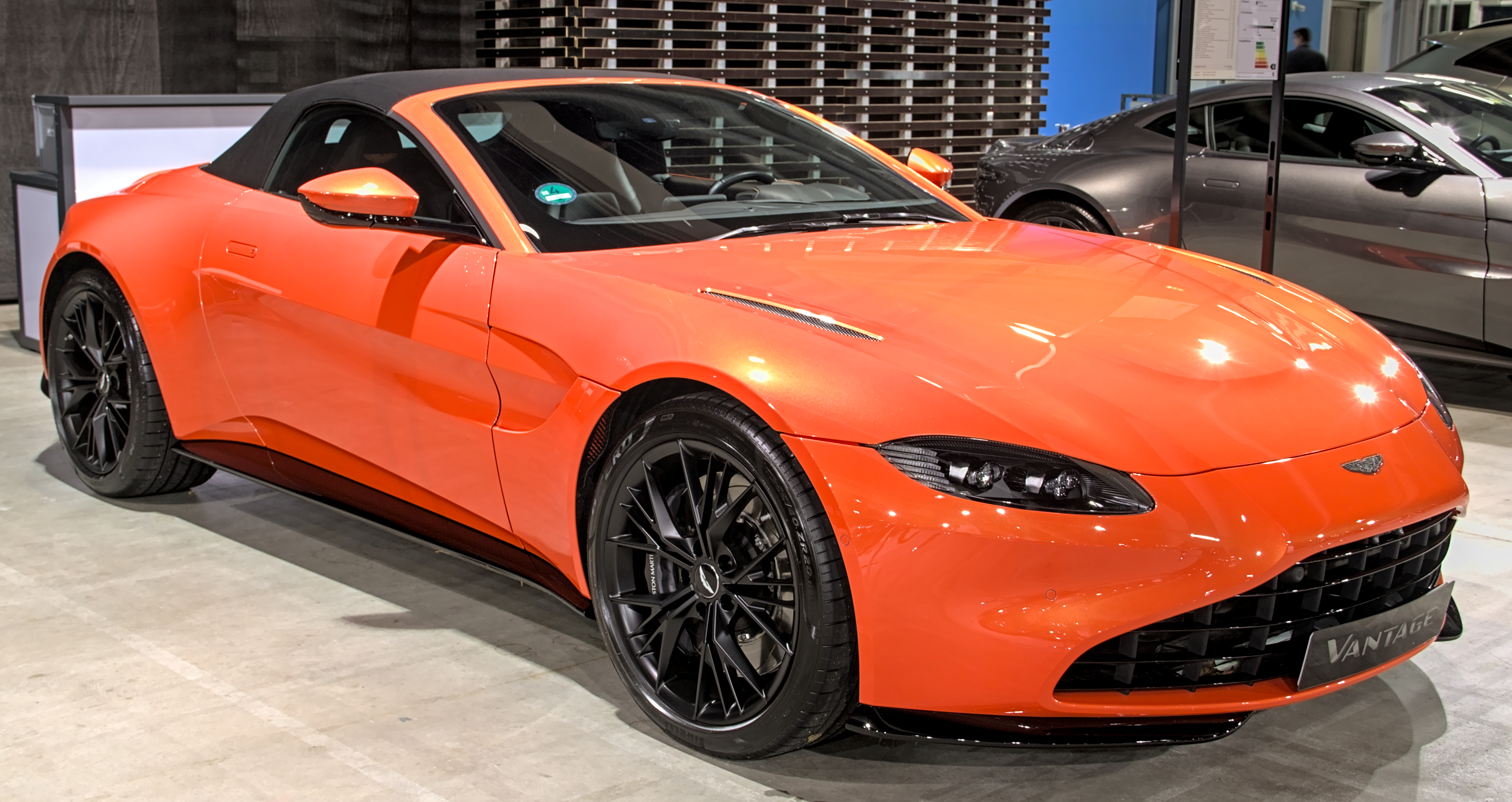
Vantage Roadster.

La version de pré-série du cabriolet 2 places de la Vantage est dévoilée en images le 7 octobre 2019. La version cabriolet prend le nom de Roadster, le nom Volante étant réservé aux cabriolets à 4 places. La version de série est présentée le 12 février 2020 pour une commercialisation à partir du second trimestre 2020.
L'ouverture de la capote en tissu demande 6,8 s quand le repli réclame 6,7 s et jusqu'à une vitesse de 50 km/h. Le Roadster pèse 60 kg de plus que le coupé.

### V12 Vantage

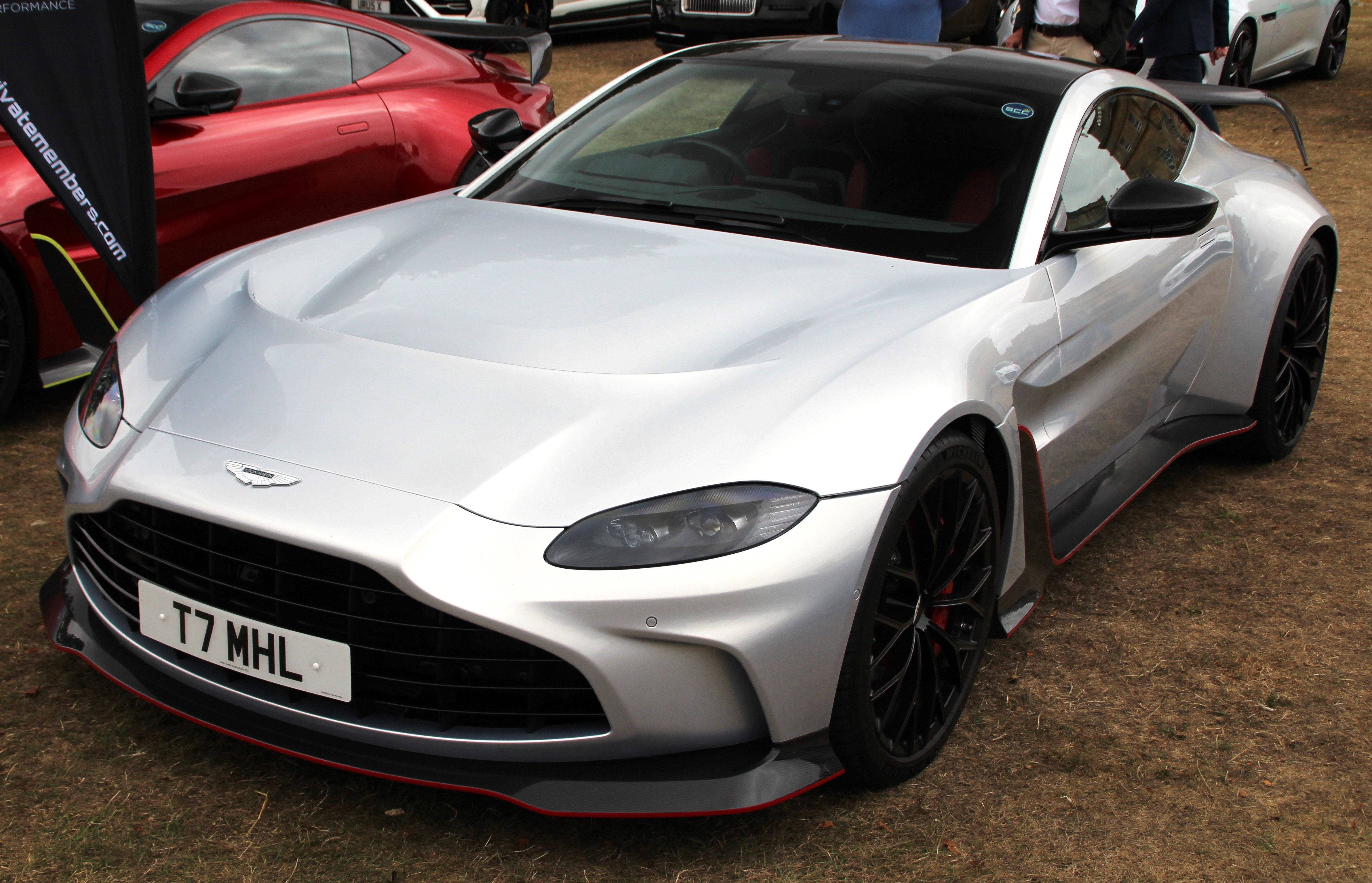
Une Aston Martin V12 Vantage grise de 2022.

Le 1er décembre 2021, Aston Martin annonce officiellement l'arrivée d'une Vantage à moteur V12.
Cette nouvelle V12 Vantage est limitée à 333 exemplaires et disponible en coupé uniquement contrairement à la première V12 Vantage.
Elle reçoit un V12 5.2 biturbo de 700 ch et 753 N m de couple, provenant des DBS Superleggera et DB11, accouplé à une boîte automatique ZF à 8 rapports.

### V12 Vantage Roadster

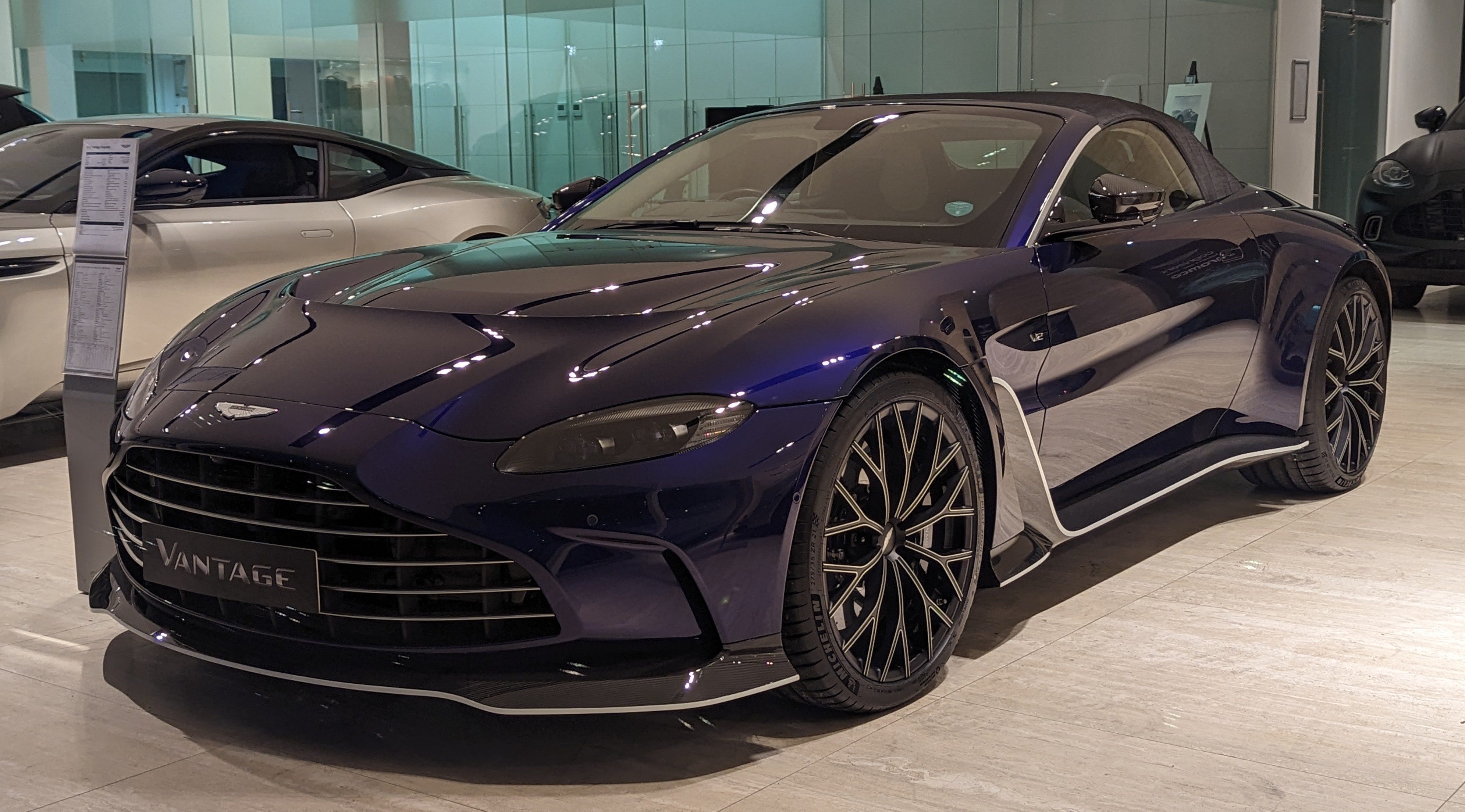
Une Aston Martin V12 Vantage Roadster bleue de 2023.

Aston Martin a dévoilé la version découvrable de la V12 Vantage pendant la Car Week de Monterey. Elle sera limitée à 249 exemplaires .

## Caractéristiques techniques

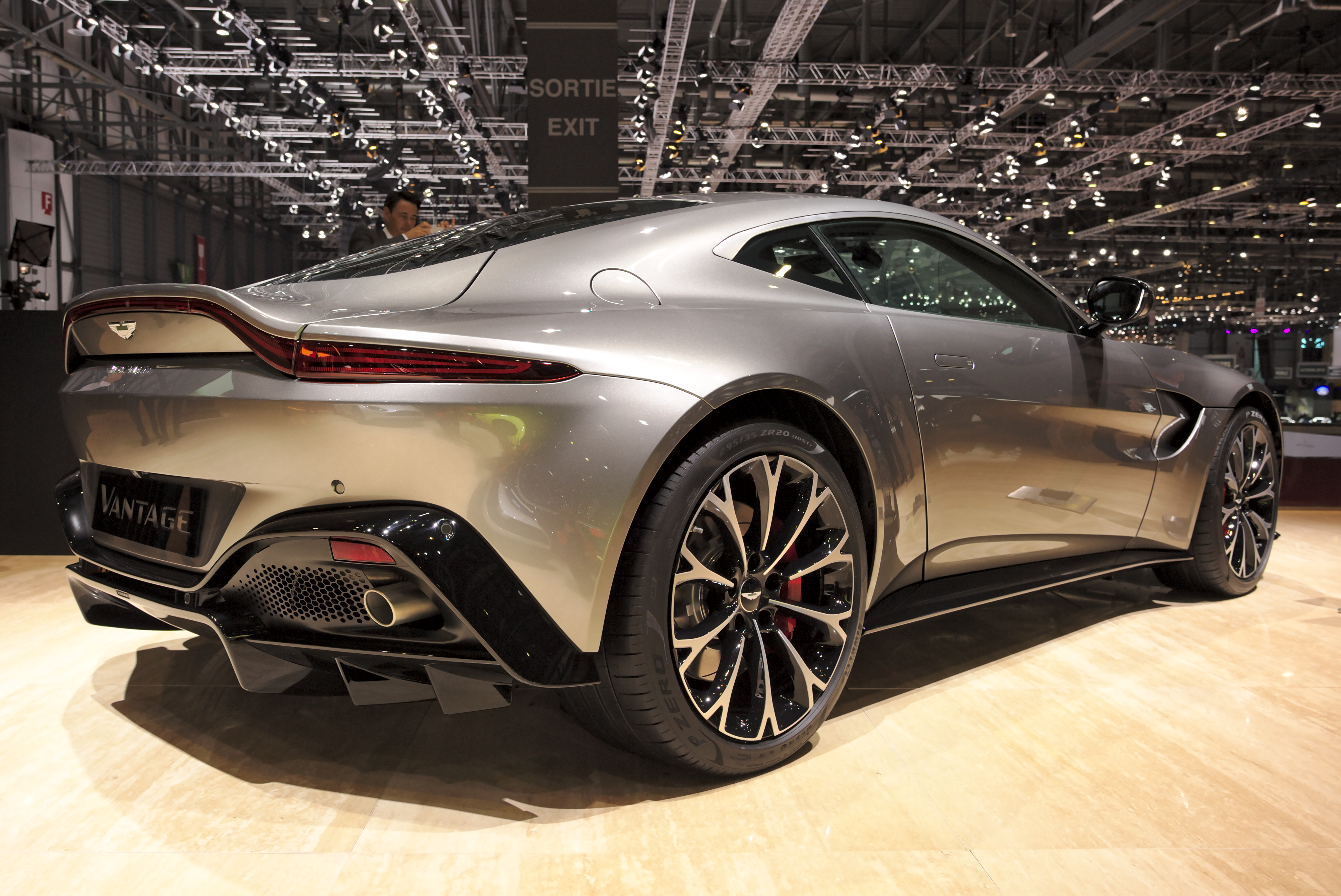
Vue arrière.

La Vantage, issue de la lignée des modèles Vantage d'Aston Martin depuis 1951, repose sur la plate-forme en aluminium de la DB11. Le design est très sportif avec des ailes galbées au lignes épurées, une imposante calandre très basse et de petites surface vitrées. Les feux arrière sont reliés entre eux par un faisceaux lumineux.
L'instrumentation est digitale et la console centrale reçoit un écran de 8 pouces comprenant le GPS et l'info-divertissement, et le système Command de Mercedes-Benz est piloté par un PAD situé entre les sièges.
À l'extérieur, la Vantage reçoit un diffuseur arrière en carbone, une quadruple sortie d'échappement et elle est équipée de jantes de 20 pouces chaussées de pneus Pirelli P Zéro (255/40 à l’avant et 295/35 à l’arrière).

### Motorisations
Phase 1
L'Aston Martin reçoit le V8 4 litres biturbo de Mercedes-AMG, qui officie dans la Mercedes-AMG GT, en position centrale, de 510 ch et 685 N m de couple, associé à une boîte de vitesses automatique ZF à huit rapports (une version manuelle à 7 rapports arrivera par la suite) et un différentiel actif (E-Diff) piloté électroniquement. La répartition des masses est de 50% à l'avant et de 50%  à l'arrière.
| Logo de Aston Martin           | Aston Martin Vantage (phase 1)                    | Aston Martin Vantage (phase 1) |
| Logo de Aston Martin           | V8 4.0 biturbo                                    | V8 4.0 biturbo                 |
| ------------------------------ | ------------------------------------------------- | ------------------------------ |
| Carrosserie                    | Coupé                                             | Roadster                       |
| Moteur                         | V8                                                | V8                             |
| Admission                      | Bi-turbo                                          | Bi-turbo                       |
| Cylindrée (cm3)                | 3 982                                             | 3 982                          |
| Puissance maximale ch (kW)     | 510 (375)                                         | 510 (375)                      |
| au régime de (tr/min)          | 6 000                                             | 6 000                          |
| Couple maximal (N m)           | 685                                               | 685                            |
| au régime de (tr/min)          | 2 000 à 5 000                                     | 2 000 à 5 000                  |
| Boîte de vitesses              | Automatique ZF à 8 rapports Manuelle à 7 rapports | Automatique ZF à 8 rapports    |
| Transmission                   | Aux roues arrière (propulsion)                    | Aux roues arrière (propulsion) |
| Vitesse maximale (km/h)        | 314                                               | 306                            |
| 0-100 km/h (s)                 | 3,6                                               | 3,7                            |
| Consommation (L/100 km)        | 14.4/8.2/10.5                                     |                                |
| Émissions de CO2 (g/km)        | 245                                               |                                |
| Masse à vide (kg)              | 1 535                                             | 1 595                          |
| Capacité du réservoir (litres) | 73                                                | 73                             |
| Norme environnementale         | Euro 6                                            | Euro 6                         |

Phase 2
Le V8 4.0 biturbo passe à 665 ch et 800 N m de couple.
| Logo de Aston Martin           | Aston Martin Vantage (phase 2)                                | Aston Martin Vantage (phase 2) |
| Logo de Aston Martin           | V8 4.0 biturbo                                                | V8 4.0 biturbo                 |
| ------------------------------ | ------------------------------------------------------------- | ------------------------------ |
| Carrosserie                    | Coupé                                                         | Roadster                       |
| Moteur                         | V8                                                            | V8                             |
| Admission                      | Bi-turbo                                                      | Bi-turbo                       |
| Cylindrée (cm3)                | 3 982                                                         | 3 982                          |
| Puissance maximale ch (kW)     | 665 (490)                                                     | 665 (490)                      |
| au régime de (tr/min)          | 6 000                                                         | 6 000                          |
| Couple maximal (N m)           | 800                                                           | 800                            |
| au régime de (tr/min)          | 2 750 à 6 000                                                 | 2 750 à 6 000                  |
| Boîte de vitesses              | Automatique ZF à 8 rapports                                   | Automatique ZF à 8 rapports    |
| Transmission                   | Aux roues arrière (propulsion)                                | Aux roues arrière (propulsion) |
| Vitesse maximale (km/h)        | 325                                                           |                                |
| 0-100 km/h (s)                 | 3,5                                                           |                                |
| Consommation (L/100 km)        |                                                               |                                |
| Émissions de CO2 (g/km)        |                                                               |                                |
| Masse à vide (kg)              |                                                               |                                |
| Capacité du réservoir (litres) |                                                               |                                |
| Dimensions des pneumatiques    | Avant : 275 / 35 ZR 21 (103Y) Arrière : 325 / 30 ZR 21 (108Y) |                                |
| Norme environnementale         |                                                               |                                |

## Finitions

### Séries spéciales
- Aston Martin Vantage 007 Edition (2021), 100 exemplaires. À l'occasion de la sortie du 25e opus du film James Bond intitulé « No Time to Die » (Mourir peut attendre)[18].
- Aston Martin Vantage F1 Edition (2022)[19]

## Compétition

### Vantage AMR
En 2019, Aston Martin dévoile une version limitée de la Vantage dénommée AMR. Aston Martin intronise avec cette version une boîte manuelle à sept rapports. Cette dernière sera disponible par la suite sur l'ensemble de la gamme.
|                                | V8 4.0 biturbo                 |
| ------------------------------ | ------------------------------ |
| Moteur                         | V8                             |
| Admission                      | Bi-turbo                       |
| Cylindrée (cm3)                | 3 982                          |
| Puissance maximale ch (kW)     | 510 (375)                      |
| au régime de (tr/min)          | 6 000                          |
| Couple maximal (N m)           | 625                            |
| au régime de (tr/min)          | 2 000 à 5 000                  |
| Boîte de vitesses              | Manuelle à 7 rapports          |
| Transmission                   | Aux roues arrière (propulsion) |
| Vitesse maximale (km/h)        | 325                            |
| 0-100 km/h (s)                 | 4,0                            |
| Consommation (L/100 km)        | NC                             |
| Émissions de CO2 (g/km)        | NC                             |
| Masse à vide (kg)              | 1 499                          |
| Capacité du réservoir (litres) | 73                             |
| Norme environnementale         | Euro 6-d temp                  |

### Vantage AMR (GTE)
L'Aston Martin Vantage AMR (GTE) est la version GTE, elle est développée par la branche Aston Martin Racing. Elle est destinée à remplacer l'Aston Martin V8 Vantage GT2 pour participer au Championnat du monde d'endurance FIA à partir de la saison 2018-2019.

### Vantage AMR GT3
L'Aston Martin Vantage AMR GT3 est la version GT3, elle est développée par Prodrive pour la branche Aston Martin Racing. Elle est destinée à remplacer l'Aston Martin V12 Vantage GT3 pour participer aux compétitions GT3.

### Vantage F1 Edition
La Vantage F1 Edition s'inspire de la safety-car du Championnat du monde de Formule 1 2021.

## Dérivé
La Valour est un coupé produit à 110 exemplaires en 2023, et basé sur la Vantage.